# Зіто
Жозе Елі де Міранда (порт. José Ely de Miranda), більш відомий як Зіто (порт. Zito, нар. 18 серпня 1932, Розейра — 14 червня 2015) — колишній бразильський футболіст, що грав на позиції півзахисника. За свою манеру гри, впевнені дії на полі і лідерські якості, отримав прізвисько «Господар» (порт. Gerente).
Більшу частину кар'єри провів у «Сантусі», за який зіграв 733 матчі і забив в них 57 м'ячів. З командою він став п'ятиразовим володарем кубка Бразилії, дев'ятиразовим переможцем чемпіонату штату Сан-Паулу, дворазовим володарем Кубка Лібертадорес та Міжконтинентального кубка. Також виступав за національну збірну Бразилії, з якою став дворазовим чемпіоном світу. Після завершення ігрової кар'єри працював адміністратором в «Сантусі».

## Клубна кар'єра
У дорослому футболі дебютував 1948 року виступами за команду «Таубате», в якій провів три сезони у третьому дивізіоні штату Сан-Паулу.
На початку 1952 року перейшов до клубу «Сантус», за який відіграв 16 сезонів. Більшість часу, проведеного у складі «Сантуса», був основним гравцем команди. Головний тренер легендарної команди «риб» 1960-х років Лула часто довіряв саме Зіто визначати гру і частково — тактику команди. Зіто виділявся тим, що завжди підбурював партнерів продовжувати забивати голи, навіть в тих ситуаціях, коли команда вже впевнено вела в рахунку і доля матчу була ясна.
Крім лідерських якостей, Зіто володів і відмінною технікою. Найчастіше саме його результативні передачі знаходили Пеле і Коутінью, а для них забивати красиві голи було вже справою техніки. Всього з «Сантусом» Зіто виграв дев'ять чемпіонатів штату Сан-Паулу, п'ять чемпіонатів Бразилії (на той момент турнір називався Кубок Бразилії), два Кубка Лібертадорес, два Міжконтинентальні кубки і 4 турніри Ріо-Сан-Паулу.
Завершив професійну кар'єру футболіста виступами за команду «Сантус» у 1967 році. Після закінчення кар'єри футболіста, Зіто залишився в «Сантусі». Він працював в управлінні клубу.

## Виступи за збірну
17 листопада 1955 року дебютував в офіційних матчах у складі національної збірної Бразилії в грі проти збірної Парагваю (3:3).
У складі збірної був учасником розіграшу Кубка Америки 1956 року в Уругваї, розіграшу Кубка Америки 1957 року у Перу, де разом з командою здобув «срібло», чемпіонату світу 1958 року у Швеції, здобувши того року титул чемпіона світу, розіграшу Кубка Америки 1959 року в Аргентині, де разом з командою здобув «срібло», та чемпіонату світу 1962 року у Чилі, здобувши того року титул чемпіона світу, причому у фіналі проти збірної Чехословаччини (3:1) Зіто став автором одного з голів, який став для нього єдиним на чемпіонатах світу.
25 травня 1966 року зіграв свій останній матч за збірну проти шотландців у Глазго (1:1). Після цього був включений до заявки на чемпіонат світу 1966 року в Англії, який став третім у його кар'єрі, проте на поле вже більше не виходив.
Протягом кар'єри у національній команді, яка тривала 12 років, провів у формі головної команди країни 46 матчів, забивши 3 голи.

## Титули і досягнення
- Володар кубка Бразилії (5):

«Сантус»: 1961, 1962, 1963, 1964, 1965
- Чемпіон штату Сан-Паулу (9):

«Сантус»: 1955, 1956, 1958, 1960, 1961, 1962, 1964, 1965, 1967
- Переможець турніру Ріо-Сан-Паулу (4):

«Сантус»: 1959, 1963, 1964, 1966
- Володар Кубка Лібертадорес (2):

«Сантус»: 1962, 1963
- Володар Міжконтинентального кубка (2):

«Сантус»: 1962, 1963
- Чемпіон світу (2):

Бразилія: 1958, 1962
- Срібний призер Чемпіонату Південної Америки: 1957, 1959 (Аргентина)